# Caroline von Frast
Caroline von Frast, auch Karoline oder Lina, verh. Schwach (* 4. Jänner 1841 in Graz; † 17. Mai 1902 ebenda), war eine österreichische Malerin.

## Leben
Caroline von Frast war eine Tochter des k. k. Hofrates Georg von Frast. Von 1863 bis 1870 studierte sie an der Landeszeichnungsakademie in ihrer Geburtsstadt Graz. Zu ihren Lehrern gehörte der Maler und Restaurator Heinrich Schwach, der dort das Historienfach unterrichtete. Anschließend unternahm sie mit Hilfe eines Stipendiums einen Studienaufenthalt in Venedig. 1872 setzte sie ihre Studien in München fort.
Ab 1873 lebte Caroline von Frast wieder in Graz. Dort heiratete sie 1875 ihren ehemaligen Lehrer Heinrich Schwach, der zwischenzeitlich Direktor der Landeszeichnungsakademie geworden war. Sowohl in dieser Position als auch ab 1895 als Leiter der Landesbildergalerie nahm er eine bedeutende Stellung im Grazer Kunstleben ein. Aus der Ehe gingen drei Söhne hervor, von denen keiner eine künstlerische Laufbahn einschlug.
Caroline von Frast war Mitglied des Steiermärkischen Kunstvereins in Graz, dessen Ausstellungen sie mehrfach beschickte. Sie malte vor allem Porträts, aber auch Genrebilder und Stillleben. Zu ihrem Gesamtwerk gehören einige Kirchengemälde.
Caroline von Frast verstarb am 17. Mai 1902 nach plötzlicher Krankheit im Alter von 61 Jahren in Graz, 11 Tage nach dem Tod ihres Ehemannes.

## Werke (Auswahl)

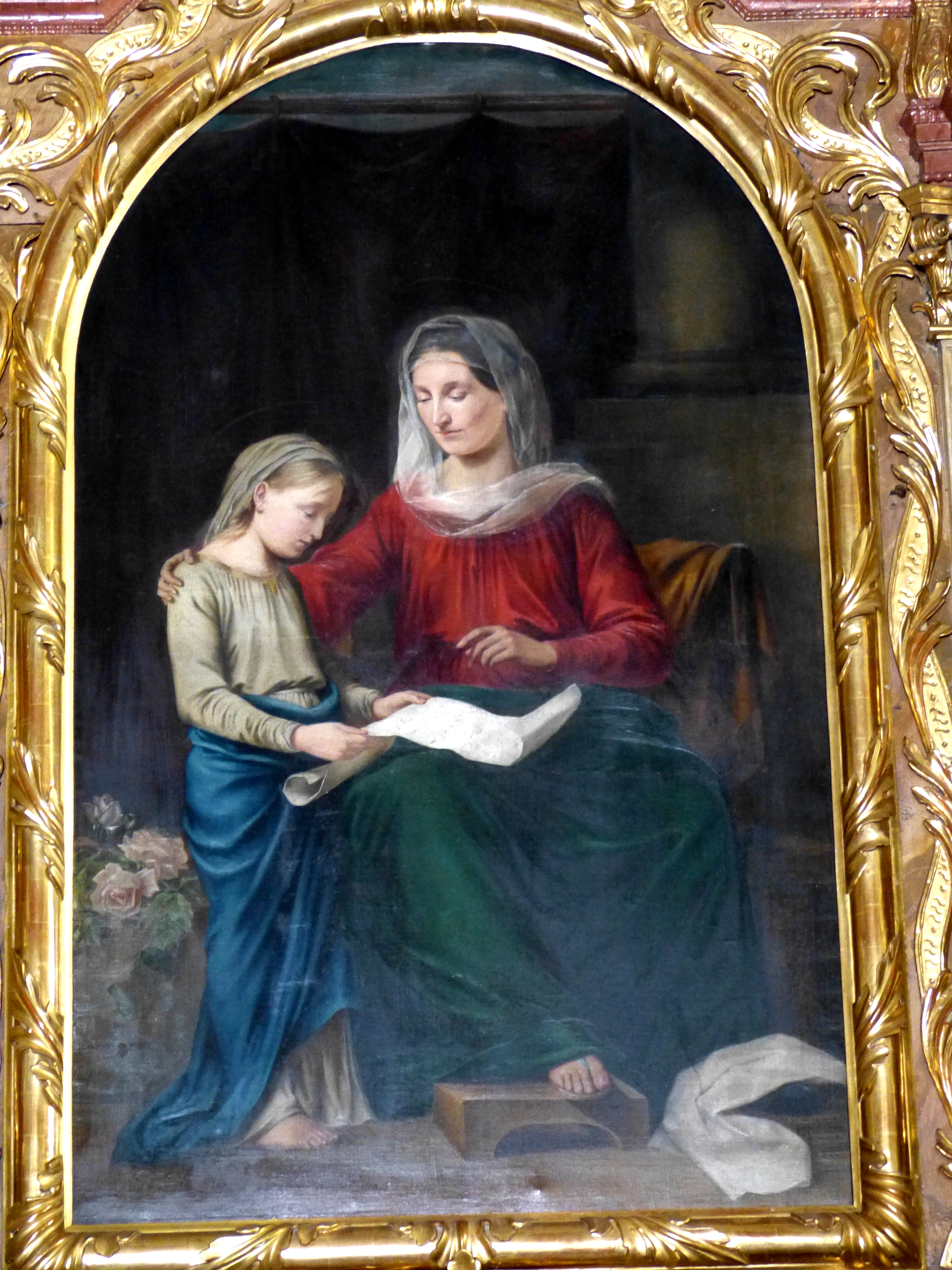
Altarbild hl. Anna, Pfarrkirche Bad Aussee (1891)

- Folgen der Einquartierung, Genrebild, 1866 Ausstellung Steirischer Kunstverein[4]
- Porträt des Herrn Regierungsrathes Richard Peinlich (1819–1882; als Historiker und pastoraler Schriftsteller wirkender Benediktiner des Stiftes Admont), 1883 Ausstellung culturhistorischer Gegenstände, Graz, Öl[5]
- Altarbild hl. Anna am Annaaltar, Katholische Pfarrkirche Bad Aussee, 1891[6]
- Kreuzweg, Stadtpfarrkirche Cilli, 1894[7]
- Porträt Anni Zistler, 1896, Öl auf Leinwand, 58,5 × 46 cm, Neue Galerie Graz
- Bilder an Seitenaltären, Pfarrkirche Hartmannsdorf, Ende des 19. Jahrhunderts[8]
- Altarflügel-Tafelbilder hl. Georg und Maria Magdalena von Bethanien in der Aloisiuskapelle sowie Maria Magdalena de Pazzis und Antonius der Einsiedler (1900) in der Nepomukkapelle, Herz-Jesu-Kirche, Graz[9]
- Christus am Ölberg, Pfarrkirche in Neumarkt
- Rosenkranzbild, Pfarrkirche in Rottenmann
- Porträt Stadtpfarrer Alois Fuchs
- Kirchengemälde in St. Peter bei Radkersburg

## Ausstellungen (Auswahl)
- 1866, 1870, 1873, 1874, 1890–91, 1895, 1899: Steiermärkischer Kunstverein, Graz
- 1883: Ausstellung culturhistorischer Gegenstände (anlässlich der 600-jährigen Regierung des Hauses Habsburg im Herzogtum Steiermark), Industriehalle, Graz
- 2020: Ladies first!: Künstlerinnen in und aus der Steiermark 1850–1950, Neue Galerie Graz